# Rivolta del Sonderkommando di Auschwitz

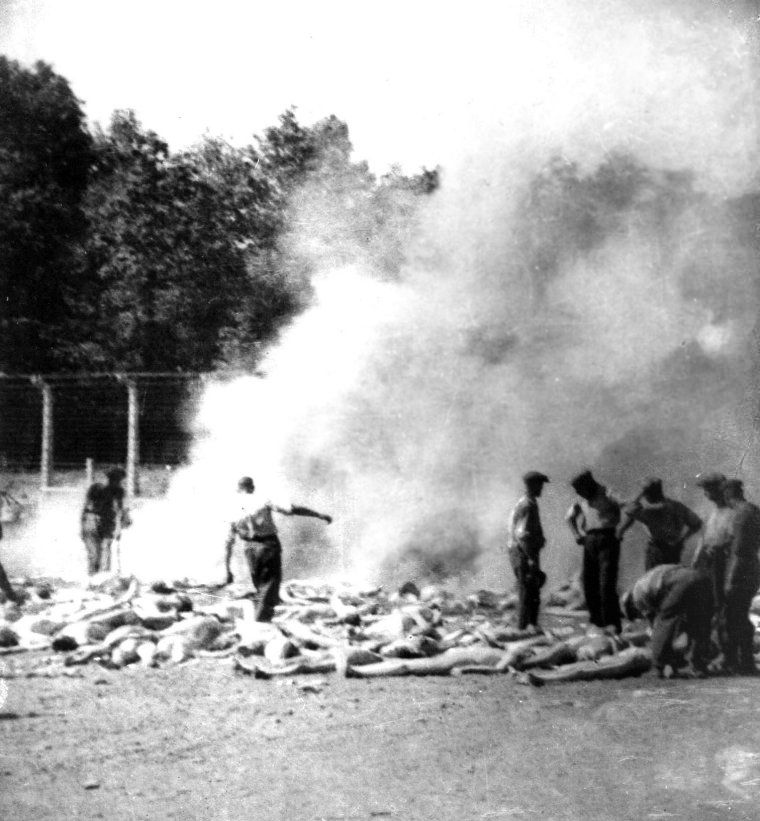
Sonderkommando di Auschwitz-Birkenau, agosto 1944.

La rivolta del Sonderkommando di Auschwitz avvenne il 7 ottobre 1944, quando prigionieri del Sonderkommando operanti nell'area dei forni crematori del Campo di sterminio di Birkenau si ribellarono contro le guardie naziste. La rivolta fu repressa dopo che il forno crematorio IV venne fatto esplodere. Negli eventi morirono 452 membri del Sonderkommando e tre guardie tedesche.

## Contesto storico
Il campo di Birkenau (Auschwitz II) fu il più grande complesso di sterminio costruito dai nazisti durante la seconda guerra mondiale, in cui vennero uccise oltre un milione di persone, in maggioranza ebrei. Il campo fu completato nel marzo 1942; si estendeva per circa 5 km² ed era circondato da una recinzione alta quattro metri.
Immediatamente dopo ebbe inizio lo sterminio di massa: ogni giorno in due camere a gas perivano circa 2 000 persone, sepolte poi nelle fosse comuni. Nel settembre 1942, nell'ambito della Sonderaktion 1005, alcuni detenuti ebrei furono costretti a riesumare e bruciare oltre 100 000 cadaveri. Tra marzo e giugno 1943 sul lato occidentale del campo sorsero altri quattro complessi di camere a gas e crematori (dal crematorio II al crematorio V), che consentivano l'uccisione e la cremazione di circa 4 000 persone al giorno. Parallelamente allo sterminio, migliaia di prigionieri che vivevano a Birkenau venivano costretti al lavoro forzato nelle industrie della zona di Auschwitz-Birkenau.

### Sonderkommando
Le operazioni di sterminio nelle camere a gas, la successiva cremazione dei corpi e la gestione degli effetti personali delle vittime richiedevano una forza lavoro considerevole. A tal fine le SS reclutarono circa 1 000 ebrei, alcuni dei quali provenienti dalla Grecia, per formare il Sonderkommando; essi vivevano separati dal resto dei prigionieri per prevenire la diffusione di informazioni sullo sterminio, godevano di condizioni di vita e alimentari relativamente migliori; tuttavia, erano costantemente minacciati di morte dalle SS, che li decimavano regolarmente, sostituendoli ogni pochi mesi con nuovi membri.

## La rivolta

### Organizzazione
Fin dai primi giorni si formarono diversi gruppi di resistenza, composti principalmente da prigionieri impegnati in ruoli medici e amministrativi, che riuscivano a sopravvivere più a lungo. Dapprima erano solo polacchi e di altre nazionalità; successivamente si unirono anche detenuti ebrei.
Nel 1943 ad Auschwitz fu costituita un'organizzazione di resistenza, nota come Kampfgruppe Auschwitz. Tra i gruppi che ne facevano parte vi era il Sonderkommando, impiegato nelle camere a gas e nei forni crematori. Il Kampfgruppe Auschwitz iniziò a pianificare una rivolta: inizialmente prevista per il giugno 1944, fu rinviata ad agosto e in seguito annullata.
In preparazione della rivolta, il Sonderkommando pensò di distruggere i forni crematori per tentare di interrompere le operazioni di sterminio. Per procurarsi gli esplosivi necessari, contattò un gruppo di donne che lavoravano nella fabbrica di munizioni "Weichsel Metall Union Werke". Il gruppo, diretto da Roza Robota, iniziò a contrabbandare quotidianamente piccole quantità di esplosivi, nascosti in contenitori per alimenti a doppio fondo, consegnati ai prigionieri di collegamento Jehuda Laufer, Israel Gutman e Noah Zabludowicz, che li passavano ai membri della resistenza.

### Il piano
La rivolta pianificata dal Sonderkommando doveva far parte di un'insurrezione generale organizzata dal Kampfgruppe Auschwitz. Ma in seguito alla riduzione del numero di ebrei deportati dall'Ungheria, 300 membri del Sonderkommando furono giustiziati e i rimanenti si resero conto che probabilmente avrebbero subito lo stesso destino. Decisero quindi di insorgere autonomamente, non essendo riusciti a coordinarsi con il Kampfgruppe Auschwitz. Considerata l'intenzione delle SS di ridurre il gruppo di ulteriori 300 membri, fu deciso di dare inizio alla rivolta il 7 ottobre 1944 alle ore 16:00. Il piano prevedeva di sopraffare i soldati delle SS durante l'appello serale, distruggere i quattro forni crematori, tagliare la recinzione elettrificata (operazione possibile solo di notte) e fuggire.

### Inizio della rivolta
A mezzogiorno del giorno della rivolta i soldati tedeschi arrivarono inaspettatamente ai crematori IV e V e iniziarono a isolare un gruppo di prigionieri per la deportazione. Senza alcun coordinamento con i loro colleghi dei crematori II e III, i prigionieri dei crematori IV e V opposero resistenza usando armi bianche e le poche armi da fuoco a disposizione. Le SS si ritirarono e aprirono il fuoco, richiedendo contemporaneamente rinforzi dal campo principale. I prigionieri, barricati all'interno dell'edificio, appiccarono il fuoco al crematorio IV; l'incendio si propagò rapidamente al tetto in legno, causandone il crollo e danneggiando anche il crematorio V. Le SS iniziarono a sparare indiscriminatamente sui prigionieri che cercavano riparo nei crematori, e ne uccisero molti.
I prigionieri dei crematori II e III, che avevano previsto di unirsi alla rivolta alle 16:00, furono colti di sorpresa dagli eventi nei crematori IV e V. I detenuti del crematorio III decisero di non partecipare, rendendosi conto che le SS li stavano attendendo fuori dall'edificio, pronte ad aprire il fuoco. I prigionieri del crematorio II uscirono dall'edificio, raggiunsero la recinzione metallica del campo e la tagliarono per fuggire (si stima che vi siano riusciti circa 80 persone).

### Risultati della rivolta
Nei crematori IV e V furono uccisi circa 280 membri del Sonderkommando, 171 nel crematorio III e 1 nel crematorio II, per un totale di 452. I loro nomi non sono documentati. Durante gli eventi morirono anche tre guardie SS.
Il destino dei detenuti fuggiti dal crematorio II rimane incerto: dovettero affrontare un perimetro di sicurezza esteso, predisposto dalle SS; alcuni furono catturati e intrappolati in un villaggio vicino al campo che le SS incendiarono e in cui uccisero i prigionieri in fuga. Secondo le informazioni dei ricercatori, 27 fuggitivi riuscirono a sopravvivere alla guerra.
Dopo la rivolta i crematori non rientrarono in funzione e furono distrutti prima che i tedeschi lasciassero il campo.

## Memoria

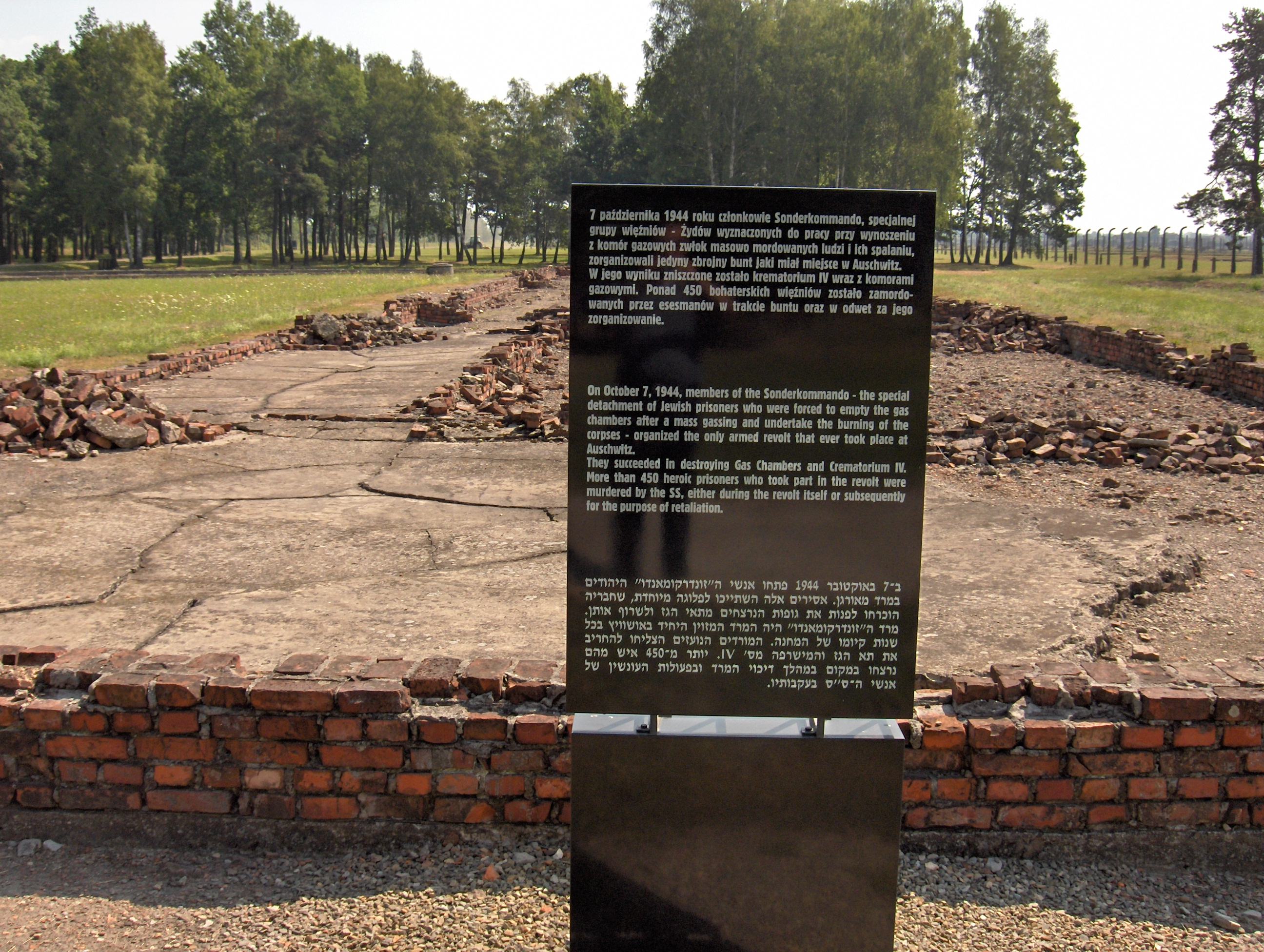
Memoriale dedicato alle vittime della rivolta del Sonderkommando.

Presso le rovine del crematorio IV è stato collocato un pannello commemorativo con la descrizione degli eventi.
Gideon Greif ha documentato la rivolta nel suo libro We Wept Without Tears: Testimonies of the Jewish Sonderkommando from Auschwitz.
Dai diari di Salmen Gradowski (ucciso durante la rivolta), ritrovati dopo la guerra, è stato tratto il libro Sonderkommando: diario di un crematorio di Auschwitz, 1944 che parla di questi avvenimenti.

## Nella cultura di massa
- 1985 – Il film Shoah di Claude Lanzmann riporta un'intervista completa e approfondita a Filip Müller, sopravvissuto ad Auschwitz, membro del Sonderkommando.
- 2001 – Il film The Grey Zone di Tim Blake Nelson narra del Sonderkommando di Auschwitz e della rivolta del 1944. Nel cast gli attori Harvey Keitel, David Arquette e Mira Sorvino.
- 2015 – Il film ungherese Son of Saul tratta la storia di un prigioniero del Sonderkommando che scopre il corpo di suo figlio e si impegna a dargli una degna sepoltura all'interno del campo di sterminio. Il regista László Nemes si è ispirato all'opera di Gideon Greif e si è avvalso della sua consulenza scientifica.
- 2022 – Il film documentario del professor Greif e di Itai Lev, intitolato The Grey Zone, include filmati girati nel 1993 durante un viaggio ad Auschwitz compiuto da Greif con i sopravvissuti del Sonderkommando, e condivide i loro ricordi e testimonianze.

### Approfondimenti
- (DE) Gideon Greif e Itamar Levin, Revolt in Auschwitz, Cologne, Behlau Verlag, 2017.
- (EN) Zalman Gradowski, In the Heart of Hell – Diary of a Prisoner and Leader of the Sonderkommando Revolt in Auschwitz, a cura di Avichai Zur, Yedioth Ahronoth Publishing, Sifrei Hemed, 2012.
- (EN) Gideon Greif, Zalman Gradowski – His Contribution to the Secret Manuscripts, His Underground Activity in Planning and Executing the Sonderkommando Revolt in Auschwitz, in Zalman Gradowski, In the Heart of Hell, Yedioth Ahronoth Publishing, 2011,  pp. 237–292.
- (EN) Avichai Zur, Why We Were Thus and Not Otherwise – A Literary-Philosophical Reading of Zalman Gradowski's Diary, in Zalman Gradowski, In the Heart of Hell, Yedioth Ahronoth Publishing, 2011,  pp. 295–367.